# Clappertonia polyandra
Clappertonia polyandra là một loài thực vật có hoa trong họ Cẩm quỳ. Loài này được (K.Schum. ex Sprague) Bech. mô tả khoa học đầu tiên năm 1930.